# Jan Tille
Jan Tille (17. září 1833 Březnice – 14. říjen 1897 Praha) byl profesor mechanické technologie na pražské technice. V období 1874–1875 byl rektorem ČVUT.

## Život
Vystudoval gymnázium v Písku a obor strojírenství na technice v Praze. V roce 1878 byl předsedou Spolku architektů a inženýrů v Čechách.
Zemřel v Praze roku 1897 ve věku 64 let. Pohřben byl na Olšanských hřbitovech.